# Ordinanze del 27 febbraio 1821
Le Ordinanze del 27 febbraio 1821 redatte dal Corbière, allora ministro della educazione del secondo governo Richelieu, rappresentano una tappa decisiva nell'affermazione, nella Francia della Restaurazione, del programma del ‘partito’ ultra e una tappa fondamentale nella travagliata storia dei rapporti fra lo Stato francese e la Chiesa cattolica, nell'epoca successiva alla Grande Rivoluzione.

## Antefatti

### Il restaurato Regno di Francia
La caduta dell'Impero segnò la restaurazione al trono della dinastia Borbone, nella persona di Luigi XVIII, fratello minore del decapitato Luigi XVI il 21 gennaio 1793 e zio del disgraziato Delfino, morto in un carcere parigino l'8 giugno 1795.
Questi concesse una Carta dei diritti, in base alla quale venne eletta, a suffragio ristretto, una Camera dei deputati, grossomodo divisa in due principali fazioni:
- a destra, gli ultra-realisti, fedeli alla Carta ma decisi a sfruttarla per imporre un ritorno alle tradizioni ed ai diritti patrimoniali travolti dalla Grande Rivoluzione.
- a sinistra, i cosiddetti liberali dottrinari (doctrinaires) i quali intendevano sfruttare i poteri della Camera per limitare i poteri reali e difendere le principali acquisizioni politiche imposte dal 1789 al 1813.

### Il succedersi delle maggioranzeultrae liberali
Dopo una prima fase di preminenza ultra alla Camera dei deputati eletta nel 1815 detta Chambre introuvable, seguì un ritorno liberale concretizzatosi, a partire dal 29 dicembre 1818, nei due governi Dessolles e Decazes.
La breve stagione liberale, peraltro sostenuta dal Luigi XVIII, si concluse con l'assassinio, il 13 febbraio 1820, del duca di Berry, figlio del fratello sovrano, il futuro Carlo X.
Seguì un periodo di ‘regressione’, condotta dal secondo governo Richelieu, che profittò della assai debole reazione della maggioranza liberale alla Camera, condizionata com'era dalla generale indignazione seguita all'assassinio del Berry e dalla coscienza che la Francia era ancora una nazione ‘a sovranità limitata’, sotto il vigile sguardo delle potenze della Quadruplice vincitrici di Napoleone.

### La maggioranzaultradel 1821
Il duca di Richelieu cominciò imponendo, già a marzo 1820, alla Camera il ristabilimento della censura preventiva, e l'approvazione della legge del doppio voto.
Quest'ultima produsse un trionfo degli ultra alle elezioni del novembre 1820 della Camera dei Deputati: ciò che indusse Luigi XVIII ad ‘accomodare’ la composizione del ministero alla maggioranza della Camera. Per l'occasione, il 21 dicembre 1820 vennero ammessi al ministero i due capi della maggioranza ultra alla Camera: il conte di Corbière ed il conte di Villèle, nominati ministri di Stato senza portafoglio (nei termini dell'epoca avec entrée au Conseil).

## L'ordinanza

### Corbière responsabile della Pubblica Istruzione
Non solo: lo stesso giorno al Corbière venne attribuita la carica di presidente del Consiglio Reale dell'Istruzione Pubblica. Il Consiglio, derivava dalla trasformazione, con decreto del 1º novembre 1820, dalla precedente Commissione della pubblica istruzione con, in aggiunta, parte delle prerogative già attribuite al Gran maestro dell'Università: così definita, la carica corrispondeva, in pratica, ad un moderno ministro della pubblica istruzione e dell'università. Nel far ciò egli prese il posto del Lainé, un magistrato con fama di liberale, che venne ricompensato con il posto di terzo ministro di Stato senza portafoglio, accanto ai due capi ultra.

### Il precedente mandato del Lainé
Per comprendere l'importanza del posto, nel quadro della più generale politica interna, basti ricordare le istruzioni comprese in un decreto emesso dal Lainé, il precedente 31 ottobre:
Sin qui si trattava di un uso, non certo spregiudicato alla luce dei moltissimi esempi precedenti e successivi, della educazione pubblica per diffondere il rispetto per la Carta e le istituzioni del Regno. Che, tuttavia, non metteva in discussione i fondamenti della educazione laica di Stato. Corbière, al contrario, doveva raggiungere uno degli obiettivi fondamentali del ‘partito’ ultra: restituire alla Chiesa cattolica un ruolo privilegiato a tutti i livelli scolastici.

### L'emissione della ordinanza
Bastarono poche settimane perché cominciasse l'inserimento nei ruoli dell'insegnamento pubblico di un certo numero di religiosi (notevole l'esempio di un abate Nicolle, che divenne rettore dell'accademia di Parigi) e giungesse l'ordinanza del 27 febbraio 1821 della quale vale la pena di citare alcuni articoli relativi ai collegi, come venivano definite le istituzioni ecclesiastiche di livello universitario:

### La rottura rispetto alla tradizione laica ereditata dalla Rivoluzione
Lo scarto rispetto alla tradizione rappresentata dal Lainé era rappresentato: 
- dall'aggiunta, accanto alle istituzioni, della religione fra i fondamenti della educazione nazionale,
- dalla parificazione degli istituti privati con gli istituti pubblici,
- dal potere di sorveglianza dei vescovi esteso alle università e scuole di Stato, ancorché limitato a quel che concerne la religione.

La materia del contendere (salvo forse il primo punto) è, ancor oggi, attuale. Ma, per l'epoca, rilevava la circostanza che si metteva in discussione una delle principali azioni della Grande Rivoluzione, la quale si era distinta, sin dal principio, per un attacco frontale alle libertà della Chiesa, arrivando addirittura alla Costituzione civile del clero. 

Si trattava, in effetti, di una di quelle acquisizioni cui i liberali dottrinari, pur monarchici e ben ostili alla tradizione giacobina, non intendevano affatto rinunciare. Ciò che creava un insanabile contrasto con la fazione ultra e rappresentò, attraverso la separazione della Chiesa dallo Stato nel 1905 sino, forse, alla presidenza Mitterrand, uno dei più classici temi forti della politica interna francese.